# Abolfazl Jalali
Seyed Abolfazl Jalali Bourani (tiếng Ba Tư: سید ابوالفضل جلالی بورانی; sinh ngày 26 tháng 6 năm 1998) là một cầu thủ bóng đá chuyên nghiệp người Iran hiện thi đấu ở vị trí hậu vệ cho câu lạc bộ Esteghlal tại Persian Gulf Pro League và đội tuyển quốc gia Iran.